# 北京大学红楼
北京大學紅樓位於中國北京市东城区五四大街29号，為北京大學老校舍之一，也是五四运动的主要活动场所之一。现为北京鲁迅博物馆（北京新文化运动纪念馆）新文化运动纪念馆馆区，暨中国共产党早期北京革命活动纪念馆。

## 历史
1916年6月，国立北京大学向比利时仪品公司贷款20万元，开始在沙滩北街（即现五四大街）建造宿舍楼。1918年8月该楼落成，因此楼通体由紅磚砌成，故俗稱“紅樓”。该楼落成后，并未用作宿舍楼，而是用作北京大学校部、图书馆、第一院（即文科）校舍。其中，地下室为印刷厂，一层为图书馆（1918年10月迁入红楼），二层为教室和校部机关，设有蔡元培校长办公室，三层、四层为教室。陈独秀、李大钊、鲁迅、胡适、钱玄同等人先后在此任教任职。1918年8月至1919年3月，毛泽东曾担任北京大学图书馆助理员，主要在红楼内工作。1919年，北京大学成为五四运动重要策源地，红楼及其北面的操场（后来被称为“民主广场”）是主要活动场所，五四运动大游行便是从北面的操场开始的。五四运动后，李大钊、邓中夏等人在红楼成立北京共产党早期组织，这是中国共产党的前身之一。在李大钊领导下，1920年10月北京共产党早期组织成立，并着手成立北京社会主义青年团。1920年11月初，北京社会主义青年团第一次会议在北京大学红楼举行。
1937年抗日战争爆发，日军占领北平，红楼成为日军宪兵队队部，地下室曾用作囚禁中国爱国人士的监狱。
1953年，北京大学全部迁往原燕京大学校址。1955年，中华人民共和国文化部文物管理局、中国古建筑研究所设在红楼。1961年，“北京大学红楼”被中华人民共和国国务院公布为第一批全国重点文物保护单位。1976年唐山大地震波及北京，红楼濒临倒塌，为此从1976年到1978年，中华人民共和国国务院拨款80多万元全面加固整修红楼。2001年4月，国家文物局迁出红楼，入驻朝阳门北大街10号的中华人民共和国文化部办公楼。此次国家文物局全部迁出后，整座红楼的房间腾空五分之三。有关人士当时表示，由文物出版社、中国博物馆协会、中国文物流通协调中心等单位使用的房间也将在适当时候腾出。
2001年7月，成立北京新文化运动纪念馆筹备处。2002年4月28日，“北京新文化运动纪念馆”在红楼正式开馆。2002年12月，北京新文化运动纪念馆被命名为“北京市爱国主义教育基地”。2004年12月，北京大学红楼暨北京新文化运动纪念馆成为“全国百家红色旅游经典景区”。2008年，红楼维修，北京新文化运动纪念馆暂时闭馆。在五四运动90周年前夕，北京新文化运动纪念馆在红楼维修工程尚未全部竣工时，便在2009年4月22日起部分开放，重新开馆。
2014年7月11日，经中央编办批复，北京鲁迅博物馆和北京新文化运动纪念馆合并为北京鲁迅博物馆（北京新文化运动纪念馆），原北京新文化运动纪念馆成为北京鲁迅博物馆（北京新文化运动纪念馆）新文化运动纪念馆馆区。
2021年10月1日，中国共产党早期北京革命活动纪念馆在北大红楼正式挂牌。

## 建筑

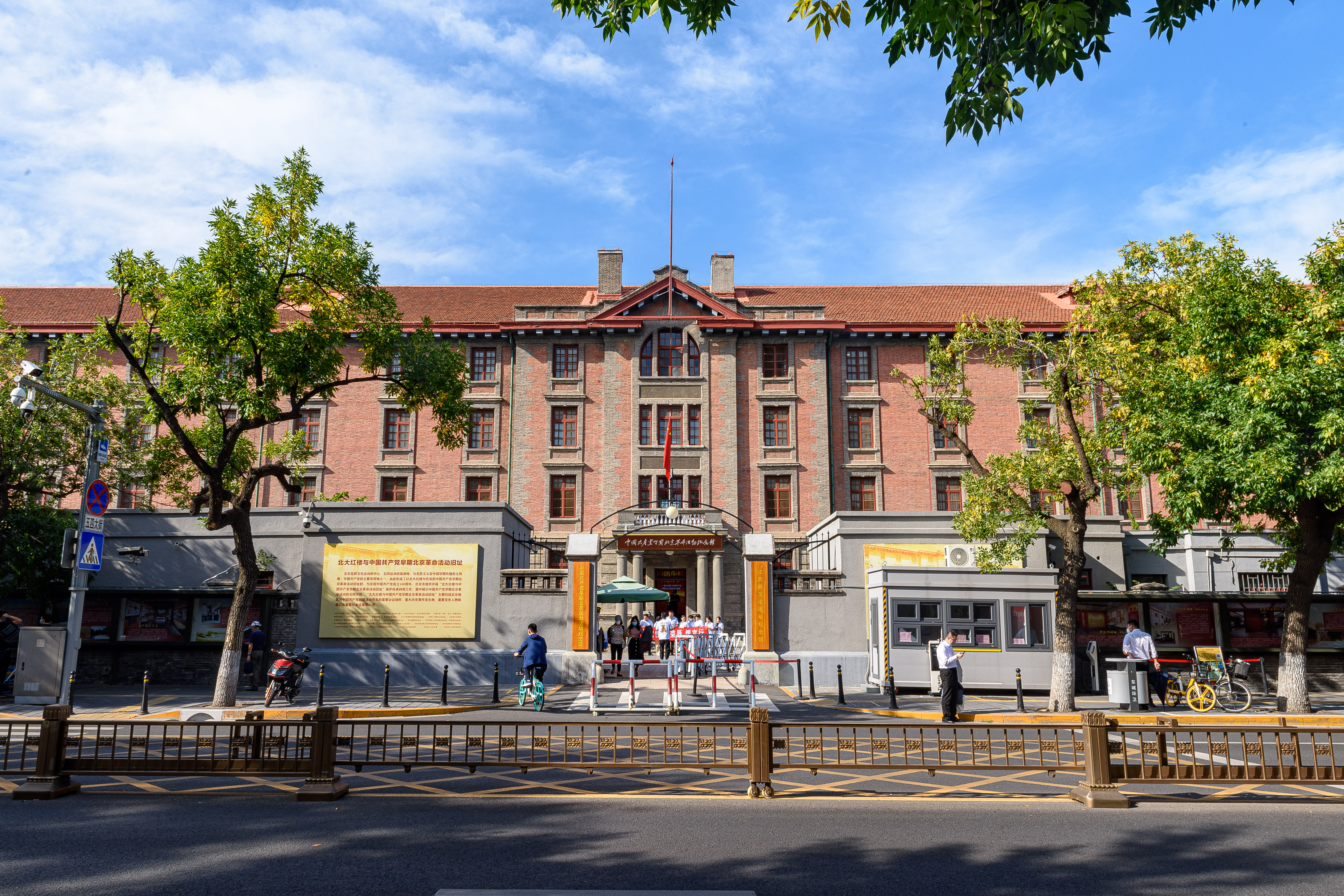
北大紅樓門口，目前挂有“中国共产党早期北京革命活动纪念馆”牌匾

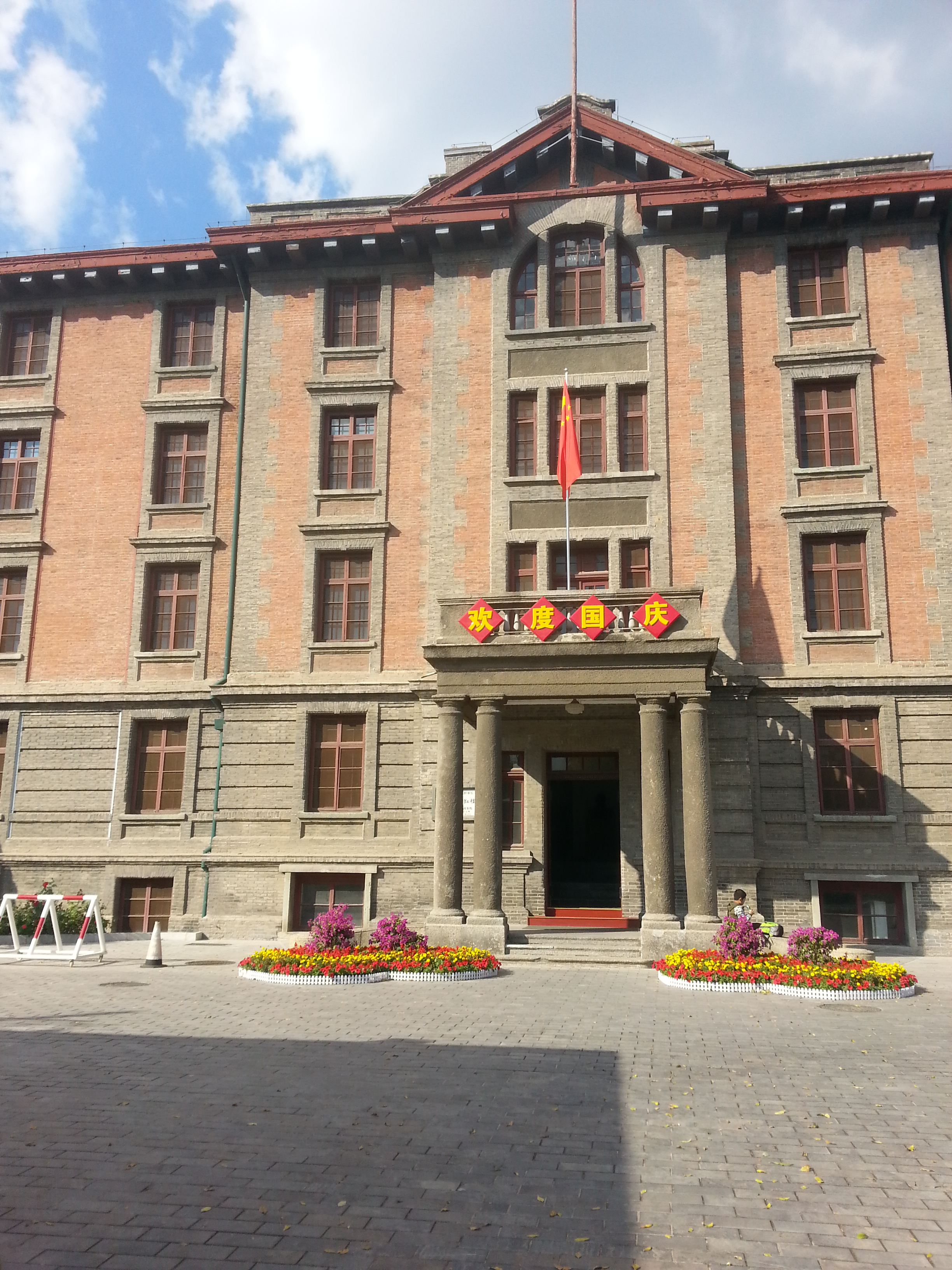

该楼坐北朝南，平面呈工字形，地上四层，地下一层，东西面阔100米，主楼进深14米，东西翼楼南北长各为34.34米，总面积10000平方米。红楼初建成时，布局如下：
- 地下室：印刷厂。设有排字间、校对室、印刷车间。
- 一层：图书馆。设有图书馆主任室、登录室、编目室、报刊阅览室、书库等等。
- 二层：校内行政部门和大教室。设有校长办公室、文科学长室、各系教授会、教务处、总务处等等。
- 三层、四层：教室。设有教授休息室、学生饮水室。[3]

如今的北京鲁迅博物馆（北京新文化运动纪念馆）新文化运动纪念馆馆区辟有参观区，分为红楼一层旧址、院内平房展厅两个部分，现有展陈面积3000平方米。
红楼一层各房间分别用作旧址复原、陈列展览。其中旧址复原有6处：
- 北京大学图书馆：1918年10月，北京大学图书馆迁入红楼。北京大学图书馆设登录室一间、编目室两间、阅览室四间、普通书库14间、贵宾书库一间、藏报室一间、日报资料室一间、东方馆一间。另外还有图书馆主任室、馆员休息室。如今旧址复原的北京大学图书馆有关房间有：
  - 图书馆主任室：是李大钊担任北京大学图书馆主任时的办公室。旧址复原了该室的内景。
  - 第二阅览室：又称新闻纸阅览室。毛泽东在李大钊手下担任北京大学图书馆助理员期间，曾在此工作。旧址复原了该室的内景。
  - 登录室：1920年5月，北京大学图书馆调整机构，下设登录课、购书课、编目课、典书课。登录室即登录课的办公室。据考，1918年曾在北京大学任教的张申府就曾在登录室工作。旧址复原了该室的内景。
  - 第十四书库：旧址复原的一间普通书库内景。
- 新潮社址：新潮社是北京大学部分学生受进步思潮影响而成立的学生社团，此即新潮社的社址，为李大钊为该社提供。五四运动前夕，以新潮社为首的北京大学学生，在此制作了3000余面旗帜、标语等等。罗家伦在此站在桌旁起草书写了《北京全体学界通告》，其中写道“中国的土地可以征服而不可以断送！中国的人民可以杀戮而不可以低头！”。《北京全体学界通告》赶在游行队伍出发前印刷两万份，成为1919年5月4日当天唯一的印刷品。旧址复原了该社址在五四运动前夕学生制作旗帜、标语的内景。
- 学生大教室：1918年，红楼的三层和四层都是教室。纪念馆如今在一层复原了一间学生大教室[3]。

红楼一层还辟有蔡元培专题陈列、陈独秀专题陈列。此外，在红楼外的平房内，设有《新时代的先声——新文化运动陈列》，面积180平方米，分为“点燃新文化的火炬”和“吹响新时代的号角”两部分，通过176件实物和67张图片，全面展示新文化运动、五四运动、中国共产党诞生的历史。